# یاسوکو تومیتا
یاسوکو تومیتا (انگلیسی: Yasuko Tomita؛ زادهٔ ۲۷ فوریهٔ ۱۹۶۹) هنرپیشهٔ اهل ژاپن است که از سال ۱۹۸۳ میلادی تاکنون مشغول فعالیت است. وی چندین بار برندهٔ جایزهٔ بهترین بازیگر زن در جشنواره فیلم یوکوهاما و جایزه آکادمی فیلم ژاپن شده‌است.